# Бауш (хан)
Бауш-хан (каз. Бауыш хан) — казахский хан первой половины XVI века. Один из сыновей Адик-султана. Правил в Казахском ханстве после своего старшего брата Тахир-хана (ум. 1529—1531). Власть Бауша не распространялась на все казахские племена. Имел значительное войско, кочевал в Семиречье. Погиб в Санташском сражении 1537 года с военными силами узбекско-могульского союза.
Был женат на сестре Абд Ар-Рашида — Бади ал-Джамал-ханым, в дальнейшем этот брак был расторгнут.

## Прмечания
1. ↑  Tursun Ikramovič Sultanov. Podnjatye na beloj košme: chany kazachskich stepej. — Astana: TOO "Astana Damu-21", 2006. — С. 182. — 253 с. — ISBN 978-9965-9522-8-9.

При написании этой статьи использовался материал из издания «Казахстан. Национальная энциклопедия» (1998—2007), предоставленного редакцией «Қазақ энциклопедиясы» по лицензии Creative Commons BY-SA 3.0 Unported.